# Mémoires de Léonard, ancien garçon maçon
Mémoires de Léonard, ancien garçon maçon est un livre de souvenirs rédigé à la fin de sa vie par Martin Nadaud. L'ouvrage a été écrit à La Martinèche, son village natal où il s'était retiré. Il a été publié en 1895.

## Résumé
Le titre de l'ouvrage, « Léonard ancien garçon maçon », fut choisi par Martin Nadaud en hommage à son père, Léonard Nadaud, paysan creusois et maçon à Paris pendant de longues années qui voulut absolument que son fils fût instruit.
Ce livre retrace la vie dans les campagnes de la Creuse sous la Restauration et la Monarchie de Juillet ainsi que la vie des maçons creusois travailleurs immigrés sur les chantiers de construction de Paris. Il retrace également le parcours professionnel de Martin Nadaud et son engagement politique influencé par le socialisme utopique de Cabet, par Raspail et par Louis Blanc notamment. Il y expose son engagement en faveur de la république et pour la défense des intérêts du peuple.

## Éditions
- 1895 : A. Duboueix à Bourganeuf (notice BnF)
- 1912 : C. Delagrave à Paris (notice BnF)
- 1927  Librairie Delagrave Paris
- 1948 : Egloff à Paris (notice BnF)
- 1976 : Hachette à Paris (notice BnF) et également sous le titre Léonard, maçon de la Creuse chez Maspero à Paris (notice BnF,  (ISBN 2-7071-0852-9) valable aussi pour une réimpression de 1982)
- 1998 : L. Souny à Saint-Paul (notice BnF)
- 1998 : La Découverte Poche - Collection : Littérature et voyages n°52 - préface de Jean-Pierre Rioux - Parution : avril 1998  (ISBN 9782707128485)